# Toru Morikawa
Toru Morikawa (森川 徹 Morikawa Toru?,  nacido el 29 de junio de 1966 en Ishikawa) es un exfutbolista japonés que se desempeñaba como defensa.

## Trayectoria

### Clubes
| Club               | País  | Año         |
| ------------------ | ----- | ----------- |
| Gamba Osaka        | Japón | ???? - 1993 |
| Kyoto Purple Sanga | Japón | 1994        |